# Svangaskarð
Svangaskarð er et multistadion på Færøerne, mest kendt som fodboldbane. Svangaskarð ligger på Toftir på Eysturoy. Stadionet benyttes nogle gange af Færøernes herrelandshold i fodbold, og før Tórsvøllur blev bygget var Svangaskarð den primære hjemmebane for landsholdet. Klubben B68 Toftir har spillet sine hjemmekampe her siden opførelsen af stadionet. 
Svangaskarð stod færdigbygget i 1980, og græsbanen blev lagt i 1991. Stadionet har 6 000 tilskuerpladser.
62°05′59″N 6°44′10″V / 62.0997°N 6.7361°V